# كيم أو-سونغ
كيم أو-سونغ (هانغل: 김오성) هو لاعب كرة قدم كوري جنوبي في مركز الوسط، ولد في 16 أغسطس 1986 في كوريا الجنوبية. لعب مع Ulsan Hyundai Mipo Dockyard FC ‏.

## وصلات خارجية
- كيم أو-سونغ على موقع دوري كوريا الجنوبية (الإنجليزية)
- كيم أو-سونغ على موقع قاعدة بيانات كرة القدم.إي يو (الإنجليزية)